# Administración civil soviética
La Administración Civil Soviética (소비에트 민정청 en coreano, Советская зона оккупации Кореи en ruso) fue el gobierno de la mitad norte de la Península de Corea desde el 24 de agosto de 1945 hasta el 9 de septiembre de 1948, aunque gobernó simultáneamente después de la creación del Comité Popular Provisional para Corea del Norte en 1946.
Fue la estructura administrativa que la Unión Soviética utilizó para gobernar lo que se convertiría en Corea del Norte tras la división de Corea. El general Terentii Shtykov fue el principal defensor de la creación de una estructura centralizada para coordinar los Comités Populares de Corea. La configuración fue recomendada oficialmente por el general Ivan Chistyakov y encabezada por el general Andrei Romanenko en 1945 y por el general Nikolai Lebedev en 1946.

## Historia
Desde 1910, Corea fue parte del Imperio de Japón; En 1919, varios nacionalistas coreanos establecieron el Gobierno Provisional de Corea en Shanghái.
Cuando la URSS entró en guerra contra Japón el 8 de agosto de 1945, las autoridades japonesas en Corea estaban en grave peligro, y la primera tarea para ellas era crear un gobierno de transición que garantizara su salida sin trabas. En la mañana del 15 de agosto, el nacionalista de izquierda Yeo Un-hyun aceptó una oferta japonesa para encabezar una administración de transición. El 6 de septiembre de 1945 se proclamó la República Popular de Corea.
En 1945, la Península de Corea fue dividida en zonas de influencia de los EE. UU. y la URSS. La parte norte de la península estaba bajo control soviético.
El poder político fue monopolizado por el Partido del Trabajo de Corea desde los primeros años del nuevo estado. Se estableció una economía planificada en la hacienda y se anunció la nacionalización en 1946, por lo que el 70% de la producción quedó bajo control estatal. Para 1949, ese porcentaje había aumentado al 90%. Desde entonces, prácticamente toda la industria, el comercio interior y exterior en corea del Norte ha estado bajo control estatal.
En los primeros años, el gobierno atacó la agricultura con más cautela. En 1946, la tierra se redistribuyó a favor de pequeñas y pobres granjas campesinas debido a que la derrota de Japón sucedió más rápido de lo que esperaban los participantes en la guerra, los países victoriosos no estaban listos para resolver el problema del futuro de Corea. Mientras tanto, los coreanos querían la independencia y crearon espontáneamente su propio gobierno. En la parte norte de la península, el Comité Popular Provisional de Corea del Norte se formó en febrero de 1946, encabezado por Kim Il-sung. En respuesta a la proclamación del estado coreano el 15 de agosto de 1948 en la zona de ocupación estadounidense, el 9 de septiembre de 1948 se proclamó la RPDC en la zona soviética.